# Виндберг
Виндберг (њем. Windberg) општина је у њемачкој савезној држави Баварска. Једно је од 37 општинских средишта округа Штраубинг-Боген. Према процјени из 2010. у општини је живјело 1.038 становника. Посједује регионалну шифру (AGS) 9278198.

## Географски и демографски подаци
Виндберг се налази у савезној држави Баварска у округу Штраубинг-Боген. Општина се налази на надморској висини од 400 метара. Површина општине износи 8,0 km². У самом мјесту је, према процјени из 2010. године, живјело 1.038 становника. Просјечна густина становништва износи 130 становника/km².

## Међународна сарадња
| Мјесто                 | Држава   | Врста сарадње | Од    |
| ---------------------- | -------- | ------------- | ----- |
| Санкт Јохан ам Вимберг | Аустрија | партнерство   | 1987. |
| Извор                  |          |               |       |